# Log (gmina Kranjska Gora)
Log – wieś w Słowenii, w gminie Kranjska Gora. W 2018 roku liczyła 95 mieszkańców.